# جائزة الولايات المتحدة الكبرى للدراجات النارية 1990
جائزة الولايات المتحدة الكبرى للدراجات النارية 1990 هو سباق دراجات نارية أقيم بتاريخ 8 أبريل 1990 في حلبة لاغونا سيكا. كان الجولة الثانية من أصل 15 في سباق الجائزة الكبرى للدراجات النارية موسم 1990. فاز الأمريكي وين ريني بفئة 500 سي سي بينما جاء الأسترالي ميك دوهان في المركز الثاني وحصل على المركز الثالث الإيطالي بيرفرانسيسكو شيلي.

## وصلات خارجية
- الموقع الرسمي